# Folke Bernadotte
Folke Bernadotte af Wisborg (Stockholm, 2 januari 1895 – Jeruzalem, 17 september 1948) was een Zweedse graaf en diplomaat. Hij was een kleinzoon van koning Oscar II van Zweden. In 1928 trouwde hij met de Amerikaanse Estelle Ekstrand.
"Graaf Bernadotte", zoals hij doorgaans werd genoemd, vervulde een aantal hoge maatschappelijke functies. Tijdens de Tweede Wereldoorlog was hij vicepresident van het Zweedse Rode Kruis en redde hij 31.000 gevangenen van diverse nationaliteiten uit de concentratiekampen. Op 24 april 1945 ontving hij van Heinrich Himmler een aanbod tot vrede met de geallieerden. Hij bereidde de oprichting van de United Nations Relief and Works Agency for Palestine Refugees in the Near East (UNRWA) (de hulporganisatie van de Verenigde Naties voor Palestijnse vluchtelingen in het Nabije Oosten) voor.
Op 20 mei 1948 werd hij bemiddelaar van de Verenigde Naties voor Palestina. Op 17 september 1948 werd hij in Jeruzalem vermoord door leden van de terroristische Joodse groepering Lechi/ Stern.

## Levensloop
Folke Bernadotte was het vijfde kind uit het morganatisch huwelijk van prins Oscar met Ebba van Fulkila Munck. Hij werd na de militaire academie officier in de koninklijke garde.

### Tweede Wereldoorlog
Tijdens de laatste maanden van de Tweede Wereldoorlog heeft Bernadotte, als hoofd van het Zweedse Rode Kruis, duizenden mensen uit handen van de nazi's gered. Door bussen wit te schilderen met een rood kruis erop ('de Witte Bussen') als bescherming tegen bommen bracht hij 21.000 mensen van allerlei verschillende landen, uit de concentratiekampen naar Zweden. De eerste maand na de oorlog bracht hij er nog eens 10.000. Onder het totale aantal waren ongeveer 11.000 Joden. Bernadotte had daarvoor in het geheim onderhandeld met Himmler, die eventueel wel vrede met de Westerse bondgenoten wilde sluiten, maar niet met Jozef Stalin.

### Palestina
Na het aannemen door de Verenigde Naties van resolutie 181 (het Verdelingsplan voor Palestina) op 29 november 1947 waren in Mandaatgebied Palestina vijandelijkheden uitgebroken tussen Palestijnse Arabieren en Joden. Een Arabisch bevrijdingsleger (Arab Liberation Army) mengde zich vanaf januari 1948 in het mandaatgebied in de strijd. Aan het eind van het Britse mandaat, op 14 mei 1948, riep David Ben-Gurion in Palestina de onafhankelijke staat Israël uit. De Arabische Liga informeerde op 5 mei 1948 de Veiligheidsraad van de Verenigde Naties dat zij ging ingrijpen in Palestina. Verschillende troepen uit de zes Arabische buurlanden en uit Irak vielen op 15 mei de staat Israël aan, waarmee de Arabisch-Israëlische Oorlog van 1948 een feit werd. 
Op 20 mei 1948 werd Folke Bernadotte door de Verenigde Naties benoemd tot bemiddelaar voor Palestina. Zijn kantoor was in het YMCA te Jeruzalem. Op 29 mei beval de Veiligheidsraad van de Verenigde Naties een staakt-het-vuren, dat moest ingaan op 11 juni 1948. Bernadotte slaagde erin deze wapenstilstand tot stand te brengen. Op 9 juli werden de oorlogshandelingen echter hervat.
Op 16 september 1948 overhandigde Bernadotte het verslag aan de secretaris-generaal over zijn bemiddeling aangaande toezicht op de wapenstilstand en hulp voor vluchtelingen. 
Zijn conclusies in dit rapport waren: 
- De VN moeten de grenzen van de twee staten zoals beoogd volgens het Verdelingsplan opnieuw vaststellen;
- Het Arabische deel van de regio Palestina moet bij Transjordanië gevoegd worden;
- De haven van Haifa en het vliegveld van Lydda moet vrijgehouden worden om doorgang te bieden naar Jeruzalem en belanghebbende Arabische landen;
- Jeruzalem met de heilige plaatsen moet onder beheer van de VN komen;
- De VN moeten aan de Palestijnse vluchtelingen de snelst mogelijke datum voor hun recht op terugkeer naar hun huizen in het door Israël bezette gebied verzekeren;
- Er moet toegezien worden op de uitvoering van de voorstellen, met daarin betrokken de terugkeer, een woonplaats en economisch en sociaal herstel voor de Arabisch-Palestijnse vluchtelingen als wel betaling en adequate compensatie voor de eigendommen van degenen die ervoor zouden kiezen niet terug te keren naar hun voormalige woning.

In een bij het rapport gevoegde brief vroeg hij speciale aandacht voor twee urgente zaken: een vreedzame schikking met betrekking tot Palestina en humanitaire regelingen om de hopeloze situatie van Arabisch-Palestijnse vluchtelingen op te lossen. Op 21 september zou er op de derde vergadering van de Algemene Vergadering verder over gesproken worden.

### Moord
Op 17 september 1948 werd Folke Bernadotte samen met zijn Franse assistent door de zionistische, terroristische groep Lechi/ Stern-gang vermoord. De moordaanslag werd goedgekeurd door onder andere de latere premier Yitzhak Shamir, destijds een van de leiders van de Lechi. De aanslag werd in Israël afgekeurd en was voor premier Ben-Gurion de aanleiding om de Lechi-beweging op te rollen, waarbij honderden arrestaties werden verricht. De daders zelf werden echter niet gevonden of voor de rechter gebracht.
De Verenigde Naties onderscheidden Bernadotte vijftig jaar later postuum met een Dag Hammarskjöldmedaille, omdat hij gestorven was tijdens een vredesoperatie van de VN.

## Verwijzingen

### Straten
- Folke Bernadottelaan in Hoboken, België
- Folke Bernadottestraat in Gent, België
- Folke Bernadottestraat in Den Haag, Nederland
- Folke Bernadottelaan in Willemstad, Nederland
- Folke Bernadottes vei in Oslo, Noorwegen
- Folke Bernadottes vei in Bergen, Noorwegen
- Folke Bernadottes vei in Stavanger, Noorwegen
- Folke Bernadottes gate in Moss, Noorwegen
- Folke Bernadottes Allé in Kopenhagen, Denemarken
- Folke Bernadottes gata in Göteborg, Zweden
- Folke Bernadottes väg in Ramlösa, Zweden
- Folke-Bernadotte-Straße in Lübeck, Duitsland
- Folke-Bernadotte-Straße in Bremerhaven, Duitsland

### Anderen
- Standbeeld in de Deense stad Kruså samen met een herdenkingspark
- Standbeeld en brug (Folke Bernadottes bro) in Stockholm
- Standbeeld in de Zweeds stad Uppsala
- Villa in de Duitse hoofdstad Berlijn: Villa Folke Bernadotte, jeugdhuis
- DPSG Stamm Graf Folke Bernadotte Saarlouis-Roden, jeugdwerking in Saarlouis
- DPSG Stamm Graf Folke Bernadotte Rüthen, jeugdwerking in Rüthen
- Stamm Graf Folke Bernadotte, jeugdwerking in Eichenzell
- BdP Stamm Folke Bernadotte e.V., jeugdwerking in Bergisch Gladbach
- Scouting graaf Bernadotte, scouting in Heemstede
- Folke Bernadotteakademin, Zweedse overheidsinstelling voor vrede, veiligheid en ontwikkelingssamenwerking
- Folke Bernadottes Minnesfond, Zweedse liefdadigheidsfonds

- Biblioteca Nacional de Chile: 000440927
- Biblioteca Nacional de España: XX1204505
- Bibliothèque nationale de France: cb12539368j (data)
- CiNii: DA04750749
- Gemeinsame Normdatei: 118658425
- International Standard Name Identifier: 0000 0001 0907 5779
- KulturNav: 498ec983-772c-4535-8477-e3e410c477f1
- Library of Congress Control Number: n50007091
- Nationale Bibliotheek van Letland: 000262744
- National Archives and Records Administration: 10582730
- Bibliotheek van het Japanse parlement: 00519992
- Nationale Bibliotheek van Tsjechië: xx0039129
- Nationale bibliotheek van Australië: 35241988
- Nationale Bibliotheek van Israël: 987007258503405171
- Nationale Bibliotheek van Polen: a0000001209200
- Nederlandse Thesaurus van Auteursnamen: 069982996
- Istituto Centrale per il Catalogo Unico: IEIV008523
- LIBRIS: 178029
- SNAC: w6dj5sh6
- Système universitaire de documentation: 06705921X
- Trove: 878765
- Virtual International Authority File: 61659342
- WorldCat: E39PBJdWJBTWvtbvfYgVXxBXVC